# Харви, Тед
Тед Харви (англ. Ted Harvey; 21 декабря 1930 года, Чикаго, Иллинойс, США — 6 октября 2016 года, Чикаго, Иллинойс, США) — американский блюзовый барабанщик. Номинант Blues Music Awards в категории «Блюзовый барабанщик» (1996) .

## Биография
Тед Харви родился в Чикаго в 1930 году. Начал играть на трубе в начальной школе. После окончания средней школы Уэнделла Филлипса, он был призван в армию, и его дебют состоялся в знаменитом оркестре Пятой армии США. После армии, стал изучать музыку и получил степень в Северо-Западном университете, в большей степени склоняясь к джазу. Именно там он начал играть на барабанах. По окончании обучения его привлёк блюз и он играл в разных группах, одновременно работая, сначала в Campbell Soup Co., а затем в почтовой службе. В начале 1950-х он аккомпанировал некоему Шелби Ладеллу, а затем начал приобретать признание и у более известныъ артистам, включая Мадди Уотерса, Литтл Уолтера и Элмора Джейма. Выступая на Максвелл-Стрит, известном в Чикаго месте, где собирались и играли блюзмены, в 1955 году познакомился с Хаунд Дог Тейлором. В 1963 году они встретились второй раз, на похоронах Элмора Джеймса, и Тейлор предложил Теду Харви присоединиться к The Houserockers. Они играли в клубах Чикаго, пока в 1969 году не познакомились с Брюсом Иглауэром.     
Брюс Иглауэр, глава Alligator Records, сказал что: «Тед играл так, что давал импульс группе, и это позволяло людям легко танцевать. Его стиль был очень похож на традиционный чикагский стиль. Вероятно, он был последним великим чикагским шаффл-барабанщиком» . Брюс Иглауэр отдаёт дань уважения музыканту, говоря о том, что Alligator Records не возникла бы, не будь группы The Houserockers, где Харви был третьей частью группы. В то время Иглауэр работал в Delmark Records и пытался убедить президента компании подписать контракт с The Houserockers. Это не получилось, и Иглауэр создал собственный, весьма успешный лейбл. 
По выходе на Alligator Records в 1971 и 1973 годах двух крайне успешных альбомов  The Houserockers, группа начала гастролировать по США и всему миру. Это продолжалось до смерти Тейлора в 1975 году. В этот период Тед Харви в 1974 году посидел в лондонской студии с Rolling Stones, и эти записи вышли бутлегами в 2000 году. Некоторое время Брюэр Филлипс и Харви играли вместе: Тед Харви записался на нескольких альбомах, выпущенных Филлипсом под своим именем и работал сессионно с множеством музыкантов: среди них Джимми Доукинс, Биг Уолтер Хортон, Баррелхаус Чак, Джей Би Хатто, Снуки Прайор, Хип Линкчейн, Пайнтоп Перкинс, Мемфис Слим и многие другие. С 1980 года Тед Харви и Брюэр Филлипс были наняты певцом и гитаристом Кабом Кодой для сотрудничества, которое продлилось около пятнадцати лет 
В конце 1980-х присоединился к Джимми Роджерсу, записавшись на его популярном альбоме Ludella и работал с ним до смерти Роджерса в 1997 году. Сам Тед Харви продолжал выступать и записываться до конца 1990-х годов. В 1996 году он записался в альбоме Blues Blues Blues, который увидел свет в начале 1999 года. Этот альбом собрал гостей вокруг Джимми Роджерса, среди которых были Джимми Пейдж, Роберт Плант, Кит Ричардс, Мик Джаггер, Лоуэлл Фулсон, Джонни Джонсон, Эрик Клэптон, Тадж Махал, Кэри Белл . 
Тед Харви умер в 2016 году от сердечной недостаточности в больнице Ingalls Memorial Hospital, оставив после себя двух дочерей, двух сыновей, 12 внуков и 16 правнуков 
«…игра Харви на барабанах, в некоторой степени заимствована у Фреда Белоу, барабанщика, также пришедшего из джаза» 
«Он никогда не поддавался эксцентричности, он просто вёл каждую песню, всегда задавая правильный ритм и идеально вписываясь в целое. В этом и заключалась гениальность Теда Харви» 

## Дискография
- 1992: Ingleside Blues (The Houserockers с участием Хаунд Дог Тейлора, Брюэра Филлипса, Теда Харви), Wolf Records
- 1995: Good House-Rockin' (Брюэр Филлипс и Тед Харви), Easy Baby Records, переиздание Ingleside Blues